# Sverdrup-Pass
Der Sverdrup-Pass ist ein Bergpass im zentralen Teil der Ellesmere-Insel im kanadischen Territorium Nunavut.
Der Pass verbindet die Ost- und Westküste der Ellesmere-Insel von der Flagler Bay im Osten zur etwa 75 km entfernten Irene Bay des Bay Fiord auf der Westseite. Er überwindet die Arktische Kordillere, die die Insel von Nord nach Süd durchzieht. Die Passhöhe beträgt etwa 320 Meter.
Der Sverdrup-Pass ist eines der wenigen Gebiete der Ellesmere-Insel, die nicht permanent vergletschert sind. Er stellt eine Hauptwanderungsroute für Landsäugetiere dar und zieht deshalb seit langem Jäger verschiedener menschlicher Gruppen an. Sein Namensgeber ist der norwegische Entdecker Otto Sverdrup, der ihm 1899 mit dem Hundeschlitten von der Ost- auf die die Westseite der Ellesmere-Insel folgte. 1908 nutzte ihn Frederick Cook auf der Reise, die ihn, wie er behauptete, zum geographischen Nordpol führte. 1931 verschwand der deutsche Geologe Hans Krüger mit zwei Gefährten, nachdem er der Route über den Sverdrup-Pass zur Axel-Heiberg-Insel gefolgt war.
Der Teardrop-Gletscher am südlichen Hang des Sverdrup-Passes wird seit einigen Dekaden von Wissenschaftlern beobachtet. Seine Rückzugsrate stieg von durchschnittlich 1,6 Metern pro Jahr im Zeitraum von 1959 bis 1987 auf 4,1 Meter pro Jahr in den Jahren 2007 bis 2009. Kanadische Wissenschaftler entdeckten, dass Moose, die sich seit der Kleinen Eiszeit 400 Jahre unter dem Eis befunden hatten, in der Lage waren, neu auszutreiben.